# 彼得拉·蒂默
彼得拉·蒂默（德語：Petra Thümer，1961年1月29日—），德国女子游泳运动员。她曾代表东德参加1976年夏季奥林匹克运动会游泳比赛，获得女子400米自由泳和女子800米自由泳金牌。